# Новороссийский морской торговый порт
«Новоросси́йский морско́й торго́вый порт» (НМТП) — российская компания, крупнейший портовый оператор, осуществляющая свою деятельность в Новороссийском морском порту. Полное наименование — Публичное акционерное общество «Новороссийский морской торговый порт». Штаб-квартира — в Новороссийске.
С 2022 года, из-за вторжения России на Украину, компания находится под санкциями Евросоюза, Швейцарии, Украины и Австралии.

## Собственники и руководство
Владельцы НМТП: 62 % акций — ПАО «Транснефть» (напрямую и через дочерние компании), 20 % принадлежит Росимуществу, 5,3 % — в управлении ОАО «РЖД», 2,75 % — группа «Сумма», остальные акции находятся в свободном обращении на Московской и Лондонской фондовых биржах.
Был включён в прогнозный план приватизации на 2020—2022 годы. 26 декабря 2020 года был исключён из прогнозного плана приватизации.
Совет директоров:
- Вице-президент ПАО «Транснефть» Андронов Сергей Александрович
- Первый Вице-президент ПАО «Транснефть» Гришанин Максим Сергеевич
- Генеральный директор ПАО «НМТП» Киреев Сергей Георгиевич
- Руководитель Федерального агентства по управлению государственным имуществом Яковенко Вадим Владимирович
- Заместитель Министра транспорта РФ — руководитель Федерального агентства морского и речного транспорта Пошивай Александр Иванович
- Вице-президент ПАО «Транснефть» Скворцов Вячеслав Михайлович, председатель Совета директоров
- Вице-президент ПАО «Транснефть» Шарипов Рашид Равилевич

## Деятельность
Группа НМТП является ведущим стивидорным оператором в России и занимает третье место среди европейских портов по объёму грузооборота. Группа НМТП насчитывает девять стивидорных компаний различной специализации, которые ведут свою деятельность в портах Азово-Черноморского и Балтийского бассейнов.
В состав Группы НМТП входят два крупнейших по грузообороту порта России — Новороссийск на Чёрном море и Приморск на Балтийском море, что обеспечивает ей лидирующие позиции на российском рынке стивидорных услуг.
Порт Новороссийск является крупнейшим портом Азово-Черноморского бассейна (АЧБ) и России. На долю компаний Группы НМТП в порту Новороссийск приходится 95,6 % грузов, переваливаемых в порту, и 47,0 % от грузооборота всех портов Азово-Черноморского бассейна.
Приморск является вторым по грузообороту портом России  и занимает лидирующую позицию среди портов Балтийского бассейна. В Приморске сконцентрировано 13,2 % от общего грузооборота российских морских портов, и 36,1 % портов Балтийского бассейна. Входящая в Группу НМТП компания ООО «ПТП» переваливает 100 % грузов в порту Приморск (по данным АСОП).
Вторым портом группы на Балтике является контейнерный терминал ООО «Балтийская стивидорная компания» в порту Балтийск Калининградской области.

### Порт Новороссийск

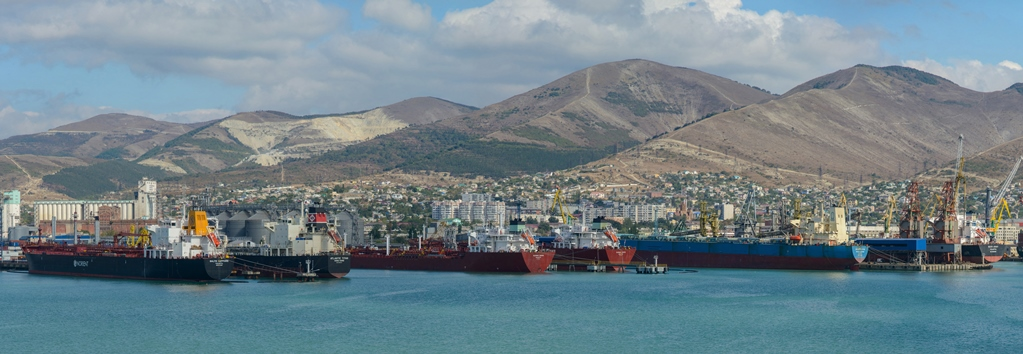
Порт Новороссийска

Порт расположен в восточной части Чёрного моря на берегу Новороссийской (Цемесской) бухты.
Конкурентные преимущества порта Новороссийск:
- Выгодное географическое положение. Порт расположен на пересечении международных транспортных коридоров, связывающих Россию со Средиземноморьем, Ближним Востоком, Африкой, Южной и Юго-Восточной Азией, Северной и Южной Америкой;
- Единственный глубоководный порт на юге России. Группа НМТП эксплуатирует наиболее глубоководные в регионе СНГ и Балтии морские причалы: максимальная глубина нефтеналивных причалов — 24,5 м; причалов для перевалки навалочных, генеральных и контейнерных грузов — 14,5 м;
- Благоприятные природные условия. Незамерзающая Цемесская бухта обеспечивает круглогодичную работу, а существующие в порту укрепительные сооружения и волнорезы служат достаточной защитой для объектов в порту, позволяя минимизировать время вынужденных простоев по причине погодных условий;
- Наличие достаточного количества крытых и открытых складских площадок;
- Высокая степень оснащённости современным перегрузочным оборудованием;
- Развитая автомобильная, железнодорожная и трубопроводная инфраструктура;
- Универсальность активов, позволяющая оперативно реагировать на изменение конъюнктуры российского и мирового рынка грузоперевозок.

### Порт Приморск

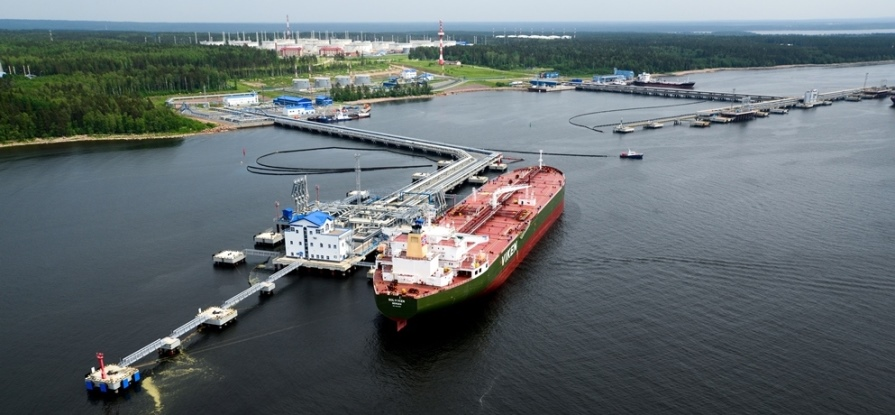
Порт Приморска

Порт расположен на материковой части пролива Бьёркезунд Финского залива Балтийского моря.
Конкурентные преимущества порта Приморск:
- Крупнейший порт по перевалке нефти и нефтепродуктов в Северо-Западном регионе России. Порт является конечной точкой Балтийской трубопроводной системы, по которой осуществляется транспортировка нефти с месторождений Тимано-Печёрского, Западно-Сибирского и Урало-Поволжского районов России;
- Современный и перспективный транспортный узел на Северо-Западе России. Порт построен в 2001-2005 годах, и как следствие не требующий больших затрат на капитальный ремонт и реконструкцию;
- Выгодное географическое положение. Порт расположен вблизи стран Западной и Северной Европы на пересечении европейских внешнеторговых и транзитных грузопотоков;
- Благоприятные природные условия обеспечивают возможность круглогодичной эксплуатации порта и навигации с коротким периодом ледовой проводки;
- Естественные глубины.
- Максимальная глубина у причалов составляет 17,8 м;
- Собственный флот.

### Порт Балтийск

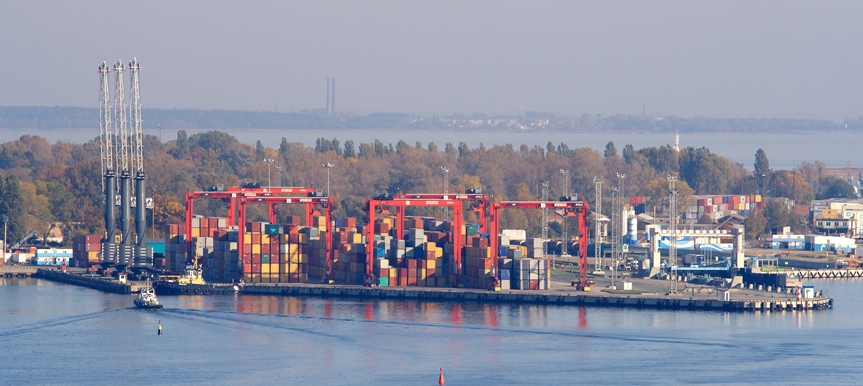
Порт Балтийска

Порт расположен на берегу Балтийского пролива, соединяющего Калининградский (Вислинский) залив с Балтийским морем, на входе в Калининградский морской канал, который служит для прохода судов из Балтийского моря в Калининградский морской порт.
Конкурентные преимущества порта Балтийск:
- Выгодное географическое положение. Порт расположен в центре Балтийского моря вблизи стран Западной и Северной Европы;
- Естественные глубины. Порт расположен на входе в Калининградский морской канал в его глубоководной части, что позволяет принимать крупнотоннажные суда с разрешённой проходной осадкой 9,2 м;
- Благоприятные природные условия. Незамерзающая акватория обеспечивает круглогодичную эксплуатацию порта. В отличие от портов г. Калининграда расположение у выхода в открытое море создаёт благоприятные навигационные условия для линейного судоходства, так как исключается необходимость проводки судов по Калининградскому морскому каналу;
- Наличие достаточного количества складских площадок;
- Развитая транспортная инфраструктура. Порт имеет сеть транспортных коммуникаций с Европейской частью России и странами Центральной и Восточной Европы, в том числе возможностью отправки грузов по железной дороге с российской и европейской колеёй. Прямое автомобильное сообщение с Калининградом ускоряет доставку грузов.

### Показатели деятельности
Группа НМТП является крупнейшим российским портовым оператором по объёму грузооборота. Акции ПАО «НМТП» котируются на Московской бирже (тикер NMTP), а также на Лондонской фондовой бирже в форме глобальных депозитарных расписок (тиккер NCSP). Грузооборот Группы НМТП в 2020 году составил 110,6 млн тонн. Консолидированная выручка Группы за 2019 год по МСФО составила $866,4 млн., EBITDA $646,5 млн.